# توماس جيمس سكوتس
توماس جيمس سكوتس (بالإنجليزية: Thomas J. Scotes) (من مواليد 6 يناير 1932 هاجرستاون بولاية ماريلاند) كان موظفًا في السلك الدبلوماسي الأمريكي وكان سفير الولايات المتحدة في اليمن (1975-1978) والقائم بالأعمال مؤقتا في سوريا في 16 يونيو 1974.